# Artemisina vulcani
Artemisina vulcani är en svampdjursart som beskrevs av Claude Lévi 1963. Artemisina vulcani ingår i släktet Artemisina och familjen Microcionidae.
Artens utbredningsområde är havet utanför Sydafrika. Inga underarter finns listade i Catalogue of Life.